# Karsten Lehmkühler
Karsten Lehmkühler (* 9. Oktober 1963 in Euskirchen) ist ein deutscher evangelischer Theologe.

## Leben
Von 1982 bis 1990 studierte er evangelische Theologie in Basel, Erlangen und Straßburg. Nach der Promotion 1995 in Theologie an der Universität Erlangen und der Habilitation 2002 in Systematischer Theologie in Erlangen ist er seit 2004 Professor für Systematische Theologie/Ethik an der Fakultät für Evangelische Theologie in Straßburg.
Seine Forschungsschwerpunkte sind theologische Anthropologie, bioethische Fragen, „menschliche Verbesserung“, vergleichende Theologie der Religionen, die Theologie Dietrich Bonhoeffers und Sprachethik.

## Schriften (Auswahl)
- Kultus und Theologie. Dogmatik und Exegese in der religionsgeschichtlichen Schule. Göttingen 1996, ISBN 3-525-56283-7.
- Inhabitatio. Die Einwohnung Gottes im Menschen. Göttingen 2004, ISBN 3-525-56331-0.